# Cyrus Gordon
Cyrus Herzl Gordon (ur. 29 czerwca 1908 w Filadelfii, zm. 30 marca 2001 w Brookline) – kontrowersyjny amerykański semitysta, filolog hebrajski.

## Życiorys
Ukończył studia na University of Pennsylvania, gdzie uzyskał tytuł doktora. Od 1946 do 1956 roku wykładowca asyriologii i egiptologii na Dropsie College w Filadelfii. W latach 1956–1973 profesor Brandeis University, gdzie od 1958 roku kierował katedrą studiów śródziemnomorskich. Następnie od 1973 do przejścia na emeryturę w 1989 roku wykładał język hebrajski na New York University. Zajmował się badaniem języka ugaryckiego, poświęcając temu zagadnieniu cykl prac.
W 1962 roku sformułował pogląd iż kultura minojska miała pochodzenie semickie, a tym samym iż starożytna kultura grecka oraz żydowska mają wspólne korzenie. Analizując kreteńskie pismo hieroglificzne oraz pismo linearne A doszedł do wniosku, iż język minojski był spokrewniony z akadyjskim. Te kontrowersyjne tezy spotkały się z krytyką w środowisku akademickim i nie zyskały większego poparcia.
Poza swoją specjalizacją naukową, Gordon zdobył sobie sławę jako jeden z najaktywniejszych zwolenników pseudohistorycznych teorii o prekolumbijskich kontaktach transatlantyckich między Starym a Nowym Światem. W swoich publikacjach dowodził autentyczności takich kontrowersyjnych fałszerstw archeologicznych jak kamień z Bat Creek, kamień Dziesięciorga Przykazań z Los Lunas czy inskrypcja z Paraíby, które jego zdaniem potwierdzały starożytną kolonizację Ameryki przez Fenicjan i Izraelitów.

## Publikacje
- Ugaritic Grammar, 1940
- Ugaritic Handbook, 1947
- Ugaritic Literature, 1949
- Introduction to Old Testament Times, 1953
- Ugaritic Manual, 1955
- Hammurabi's Code, 1965
- The Common Backgrounds of Greek and Hebrew Civilizations, 1965
- Evidence for the Minoan Culture, 1966
- Before Columbus, 1971